# Кавказская белка
Кавка́зская бе́лка, или перси́дская бе́лка  (Sciurus anomalus) — родич обыкновенной белки. Водится в лесных районах Закавказья. Её латинское название, «ненормальная белка», дано из-за отсутствия у неё малого предкоренного зуба. Персидская белка в пределах рода Sciurus выделена в самостоятельный подрод Tenes.

## Внешний вид
Это зверёк типично беличьего облика, небольшой, с длинным пушистым хвостом. Кавказская белка мельче обыкновенной, и шерсть у неё короче. Длина её тела — 20—25,5 см, хвоста — 13—17 см; весит она 332—432 г. Уши короткие (23—31 мм), без кисточек. Окраска яркая, сравнительно однородная. Верхняя сторона тела буровато-серая; на боках мех каштаново-бурый; по всей спине заметна лёгкая чёрновато-бурая или серебристо-серая рябь. Брюхо и грудь — от ярко-ржавчатых до почти белых. Хвост от каштаново-ржавого до светло-коричневого. Зимой окраска практически не меняется, становясь лишь более тёмной на спине и бледной на брюхе. Линяет персидская белка дважды в год: в конце марта — апреле и с августа по октябрь.

## Распространение и подвиды
Персидская белка — эндемик Ближнего Востока и Кавказского перешейка. Обитает в Закавказье, Малой и Передней Азии и в Иране, а также на о-вах Лесбос и Гёкчеада (Эгейское море). Из-за вырубки широколиственных лесов и иссушения климата её ареал в историческое время оказался разорван на четыре изолированные популяции, которые не связаны друг с другом:
- S. a. anomalus — Закавказье (Абхазия, Грузия, север Армении и Азербайджана) и северо-восток Турции,
- S. a. syriacus — средиземноморское побережье Турции, Сирии, Израиля, Ливана и север Иордании,
- S. a. persicus — Курдистанский хребет (север Ирака и западная часть Ирана),
- S. a. fulvus — юго-запад Ирана у Персидского залива (Шираз).

## Образ жизни
Обитает в лесном поясе гор до верхней его границы. Населяет дубово-буковые, ореховые и каштановые леса. Часто встречается в садах. Избегает субальпийских лесов с высоким травяным покровом, мертвопокровных, высокоствольных буковых лесов. В годы неурожая основных кормов переходит в смешанные леса. Однако отсюда персидскую белку вытесняет её конкурентка — обыкновенная белка, завезённая на Кавказ в 30-50-х годах XX в. В лиственных лесах конкуренция слабее, так как обыкновенная белка предпочитает держаться хвойных лесов.
Живут персидские белки поодиночке и парами. Активны днём, пики активности приходятся на раннее утро и предвечерние часы. В лесу легко различить её голос, похожий на металлическое «чит-чит-чит». Образ жизни древесный, хотя она довольно часто (чаще обыкновенной белки) спускается на землю. Перелетая с ветки на ветку, совершает прыжки длиной 3—5 м. При опасности скрывается в кроне дерева или замирает, прижавшись к стволу. Хорошо плавает, но в воду идёт неохотно. Массовых миграций, видимо, не совершает; перемещения носят местный характер — по мере созревания орехов и плодов белки поднимаются вверх по склону. В зимнюю спячку не впадают.
На персидских белок охотятся лесная и каменная куницы, новорожденных бельчат в большом количестве уничтожает ласка. Неволю персидская белка переносит плохо даже в молодом возрасте.

### Гнёзда
Поселяется в дуплах, расположенных в 5—14 м над землёй или на земле, в прикорневых пустотах. Гайну из веточек и листьев делает редко. Селиться предпочитает на вязах, липах, клёнах и дубах, выбирая отдельно стоящие деревьях среди густого подлеска. Выстилка гнезда в дупле трёхслойная: первый, наружный слой состоит из сухой трухи, второй — из измельчённых листьев, третий, внутренний — из целых листьев и мха.

### Питание
Питается семенами деревьев, орехами, каштанами, желудями, фруктами, ягодами, грибами, почками и побегами лесных деревьев и кустарников. В Закавказье предпочитает грецкие орехи и лещину. В Ливане и Израиле питается преимущественно семенами кедра, сосен и желудями. За одно кормление белка способна съесть до 30 г ореховых ядер. Животную пищу (беспозвоночных, яйца птиц, ящериц) потребляет редко.
В питании наблюдается сезонная зависимость. С осени до весны основу рациона составляют семена деревьев. Весной и летом возрастает роль зелёных кормов и увеличивается доля животной пищи. На зиму белка делает запасы из орехов, каштанов, желудей, грибов, пряча их в разнообразные укрытия, часто в прикорневых пустотах стареющих деревьев; её запасами пользуются и другие грызуны.

## Размножение
Биология её размножения изучена гораздо хуже, чем у обыкновенной белки. В Закавказье персидская белка размножается круглый год, с тремя пиками: в конце января — начале февраля, в конце апреля и с середины июля до конца августа. Помётов в течение года 2, у части самок — 3. Беременность до 30 дней; в помёте 2—4 голых, слепых детёныша. Вскармливание продолжается до 6 недель. Половозрелости молодые белки достигают в возрасте 5—6 месяцев.

## Природоохранный статус и численность
Численность персидской белки невысока и подвержена значительным колебаниям в зависимости от биотопа. Наиболее обычна она в перестойных лесах, богатых дуплами, и в ореховых рощах. В Грузии, в связи с интродукцией обыкновенной белки, вытеснившей персидскую белку из смешанных лесов, её численность и ареал сократились на 20%. Наибольший ущерб её популяции наносит сведение лесных массивов человеком, что приводит к исчезновению её естественной среды обитания и фрагментации ареала на изолированные субпопуляции.
Персидская белка не имеет промыслового значения из-за своей малочисленности и грубости меха. Наносит некоторый ущерб, поедая грецкие орехи.